# Yves Laloy
Pour les articles homonymes, voir Laloy.
Yves Laloy, né le 13 juin 1920 à Rennes (Ille-et-Vilaine) et mort le 8 septembre 1999 à Cancale, est un architecte et un peintre surréaliste français.
Il est le fils de l'architecte Pierre-Jack Laloy.

## Biographie
Architecte de formation, Yves Laloy peint, dans les années 1950, des toiles géométriques.
Après 1955, il quitte Rennes et traverse l'Afrique du Nord à bicyclette jusqu'en Égypte où il sera arrêté, soupçonné d'espionnage  et incarcéré.
Libéré, Yves Laloy s'embarque comme marin à destination de Terre-Neuve. Il aura ce mot : « Rester à terre : jamais ! Mieux vaut avoir la tête en l'air et passer pour un artiste[réf. nécessaire]. »
Une de ses œuvres est reproduite sur la couverture du livre d'André Breton Le Surréalisme et la peinture dans son édition de 1965. Cette peinture figurative représente deux poissons se faisant face avec un jeu de mots pour légende : « Les petits pois sont verts… Les petits poissons rouges… »

## Réalisations architecturales
- Boulogne-sur-Mer : église paroissiale Saint-Vincent-de-Paul[1].
- Coquelles : église paroissiale de l'Assomption[2].
- Cucq : église paroissiale Notre-Dame-du-Réconfort[3].
- Le Portel : 
  - église paroissiale Sainte-Thérèse[4] ;
  - église paroissiale Saint-Pierre-Saint-Paul[5].
- Saint-Léonard : église paroissiale Saint-Paul[6].

## Expositions personnelles
- Vision, Galerie Perrotin, Paris (2022)[7]